# Korps landelijke politiediensten
I Korps landelijke politiediensten (KLPD;) o Polizia dei Paesi Bassi è la polizia nazionale dei Paesi Bassi.
Rispetto alle forze di polizia regionali è indipendente, ma come esse è subordinata al Ministero degli interni olandese.
Nel gennaio del 2013, il KLPD è stato fuso in un unico Corpo di Polizia Nazionale (in olandese: Korps Nationale Politie), suddiviso in dieci unità regionali e un'unità centrale.

## Organizzazione
La polizia è divisa in 11 divisioni:
- Squadra criminale nazionale
- Servizi segreti della polizia nazionale
- Servizio di applicazioni di ricerca specialistiche
- Servizio di intervento speciale
- Pattugliamento autostrade
- Polizia ferroviaria
- Polizia marina
- Polizia aerea
- Servizio di Polizia a cavallo e di cani-poliziotto
- Servizio di coordinazione e supporto operazionale
- Servizio di protezione diplomatico e reale

## Gradi
| Grado    | Primo commissario capo | Commissario capo | Commissario | Capo ispettore | Ispettore | Sergente |
| Spalline |                        |                  |             |                |           |          |
| Tubolare |                        |                  |             |                |           |          |
| Grado    | Caporale               | Agente capo      | Agente      | Tirocinante    | Aspirante |          |
| Spalline |                        |                  |             |                |           |          |
| Tubolare |                        |                  |             |                |           |          |